# San Juan de Planes
San Juan de Planes är en ort i Honduras.   Den ligger i departementet Departamento de Copán, i den västra delen av landet, 190 km nordväst om huvudstaden Tegucigalpa. San Juan de Planes ligger 793 meter över havet och antalet invånare är 1 048.
Terrängen runt San Juan de Planes är kuperad. Runt San Juan de Planes är det ganska tätbefolkat, med 62 invånare per kvadratkilometer. Närmaste större samhälle är Santa Rosa de Copán, 18,5 km söder om San Juan de Planes.  